# Dorfkirche Eutzsch

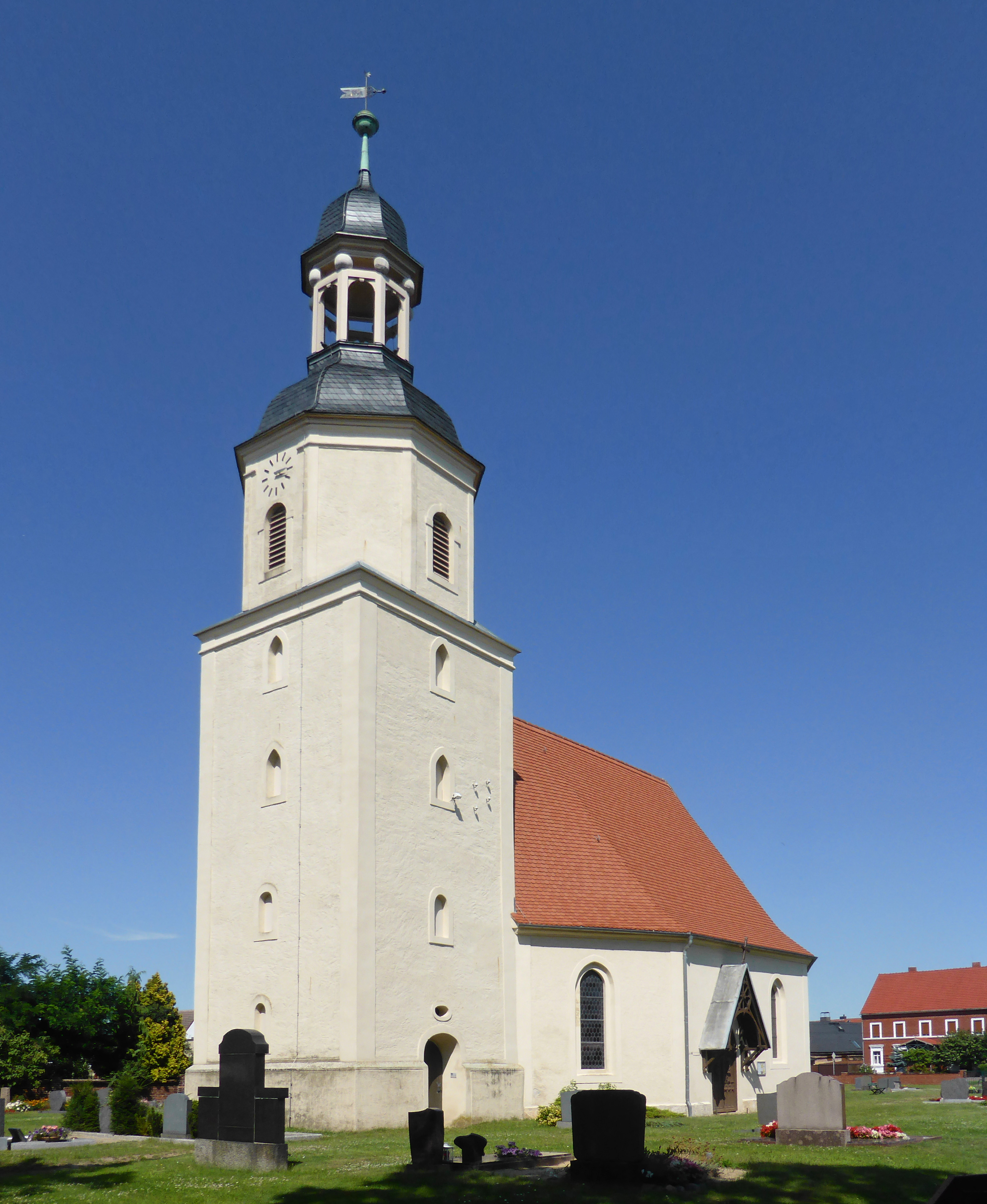
Dorfkirche Eutzsch von Südwest (2024)

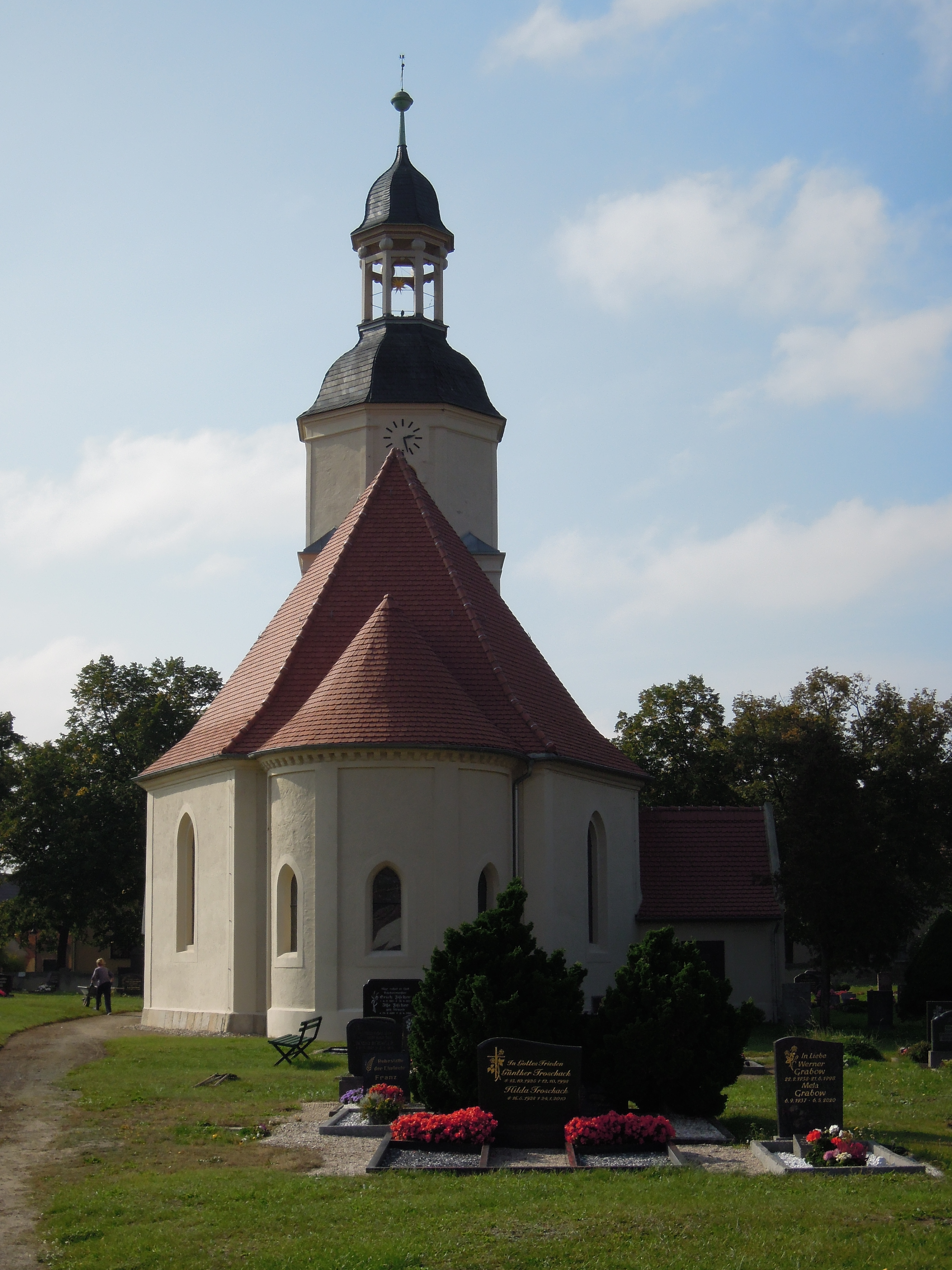
Dorfkirche Eutzsch von Ost (2020)

Die evangelisch-lutherische Dorfkirche Eutzsch ist das markanteste Gebäude von Eutzsch, einem Ortsteil von Kemberg im Landkreis Wittenberg in Sachsen-Anhalt. Die dazugehörige Gemeinde gehört zur Evangelischen Kirchengemeinde St. Petri Pratau der Evangelischen Kirche in Mitteldeutschland.

## Geschichte
Die Dorfkirche Eutzsch wurde 1688 im Auftrag der Universität Wittenberg vermutlich durch Wolf Caspar von Klengel in barockem Stil wiederaufgebaut, nachdem sie im Dreißigjährigen Krieg fast vollständig zerstört worden war. Ende des 19. Jahrhunderts wurde sie gotisierend umgestaltet. 1890 wurde als Abschluss dieser Sanierung des Weiteren eine Orgel des Eilenburger Orgelbauers Conrad Geissler eingebaut.
Die Kirche wird von einem unverändert betriebenen Friedhof umgeben, an dessen westlichem Eingang am rechten Torpfosten eine Elbhochwassermarke von 1830 angebracht ist.
2011 erhielt die Kirche ein neues Dach und einen neuen Unterbau, 2014 wurde auch der Turm saniert.

## Architektur
Der ursprünglich in barockem Stil gehaltene flachgedeckte, achteckige Saalbau mit quadratischem, ab dem fünften Geschoss oktogonalen, mit zwei glockenförmigen Hauben und einer Laterne dazwischen bekrönten Westturm erhielt Ende des 19. Jahrhunderts zusätzlich eine halbrunde Apsis. Auch der Sakristeianbau im Norden ist jüngeren Datums.
Die nördlich an das Gelände anschließende, inzwischen aufgegebene Leichenhalle steht in keinem Zusammenhang zu einer der Bauphasen der Kirche.
Im Denkmalverzeichnis des Landes Sachsen-Anhalt ist die Kirche unter der Erfassungsnummer 094 36143 als Baudenkmal verzeichnet. Die Hochwassermarke wird als Teilobjekt unter der Nummer 094 36143 geführt.

## Ausstattung

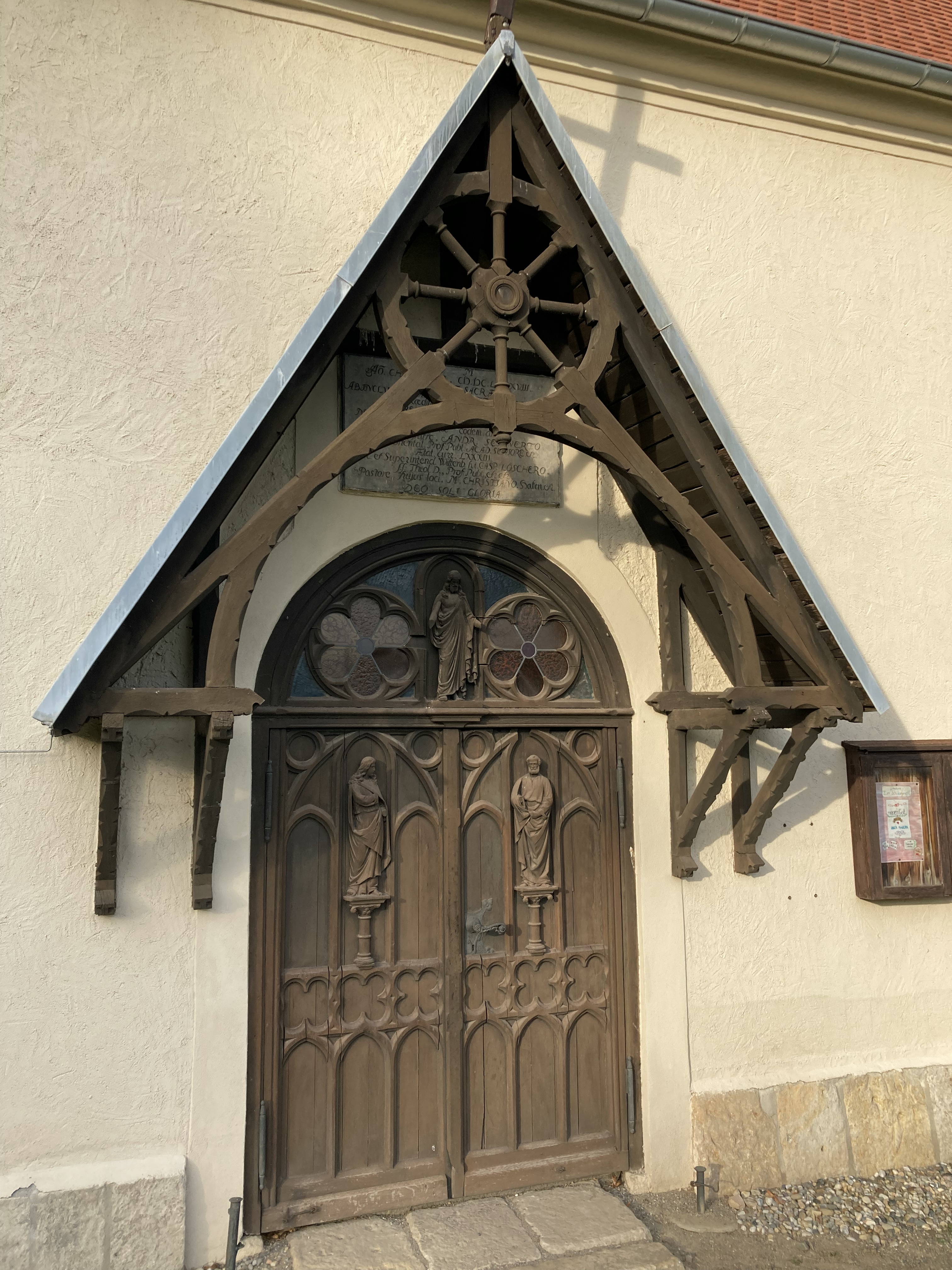
Haupteingang mit Schnitzwerk (2021)

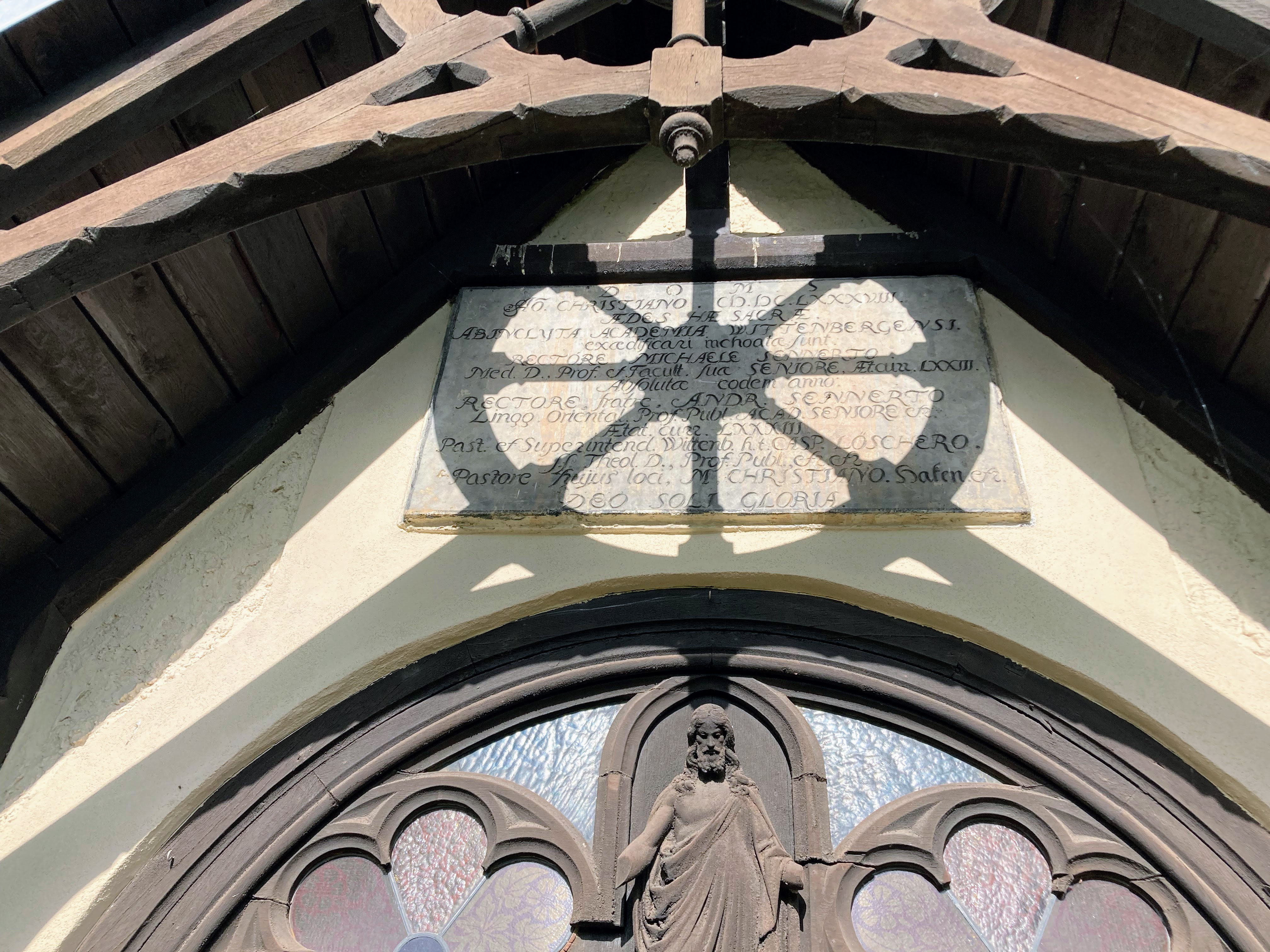
Inschrift über dem Haupteingang (2022)

Die Eingangstür der Kirche weist filigran ausgearbeitete Schnitzfiguren auf, darüber befindet sich eine lateinische Inschrift aus dem Jahr 1688. An der Orgelempore erinnern Wittenberger Fakultätswappen von 1503, 1507 und 1607 an den Umstand, dass das Dorf früher der Universität Wittenberg gehörte.
Besonders kostbares Ausstattungsstück ist eine in ein Gefallenendenkmal eingearbeitete hölzerne Kreuzigungsgruppe aus dem 16. Jahrhundert. Die gesamte historische Innenausstattung aus dem 19. Jahrhundert samt Wand- und Deckenmalereien ist in restauriertem Zustand gleichfalls vollständig erhalten.
Von großem historischen Wert ist das Geläut im Turm, welches aus drei im 13. und 14. Jahrhundert sowie 1474 gegossenen Glocken besteht.

Innenansichten (Auswahl)
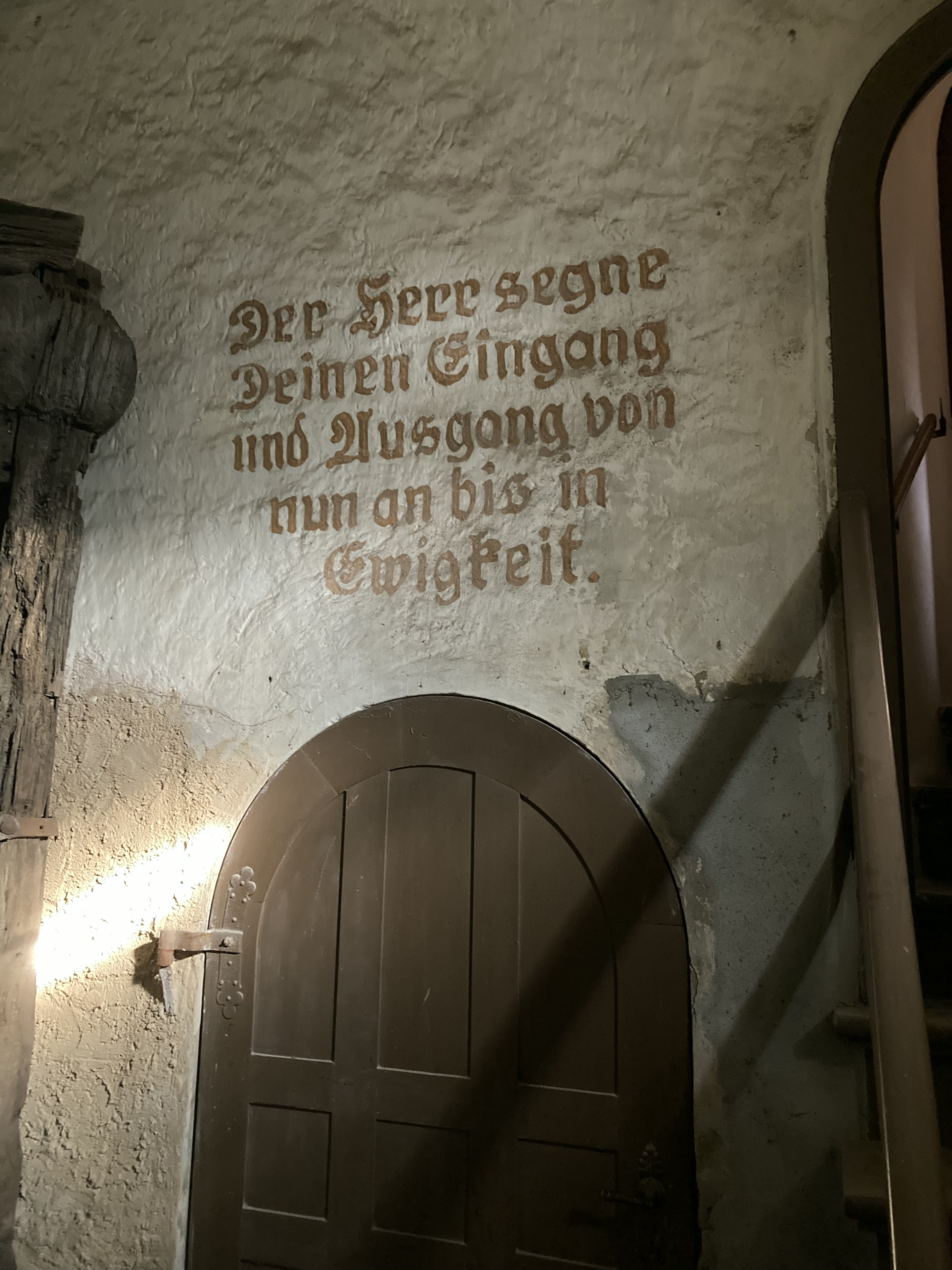
Turmeingang (2021)
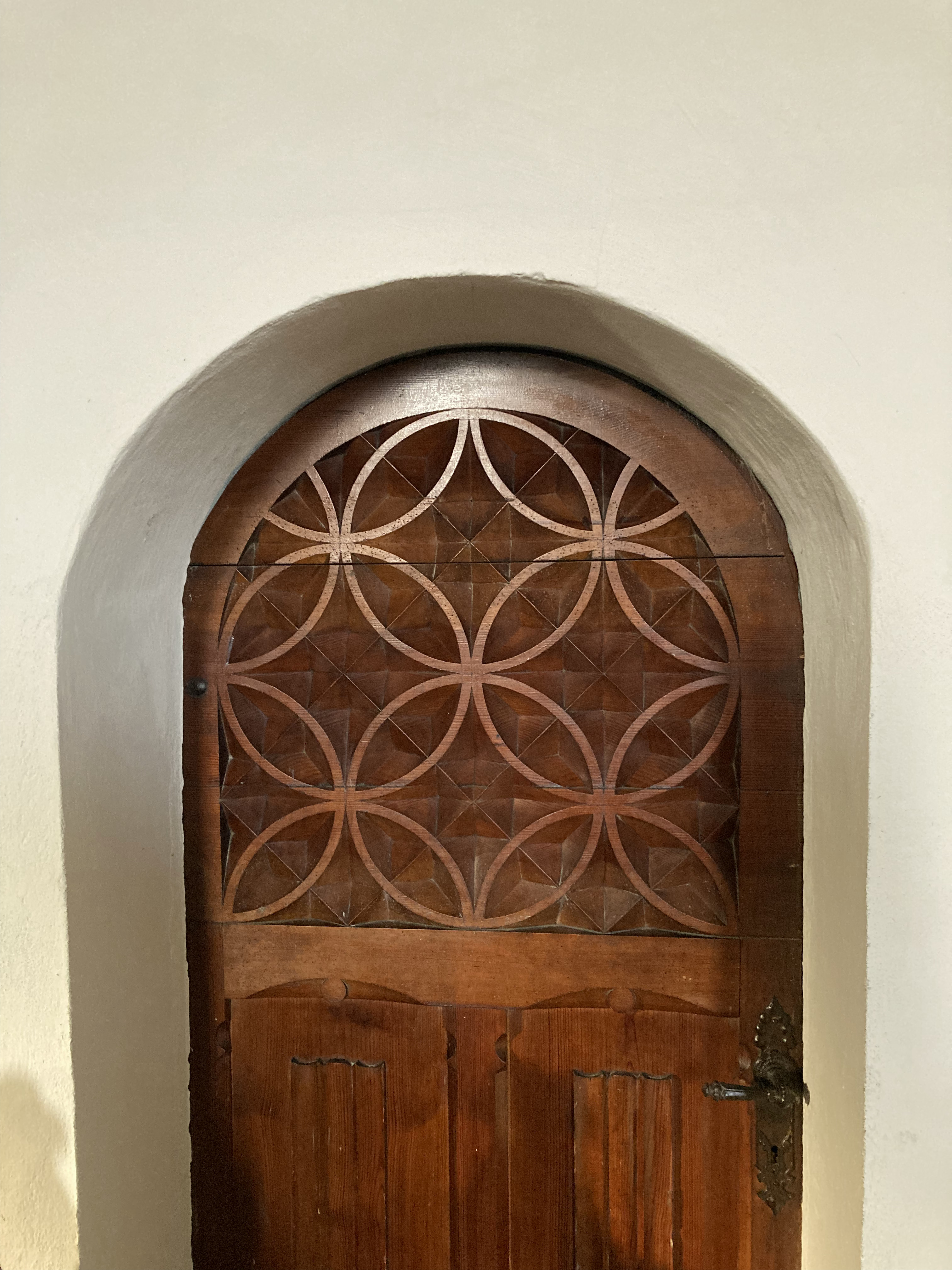
Sakristeieingang (2021)
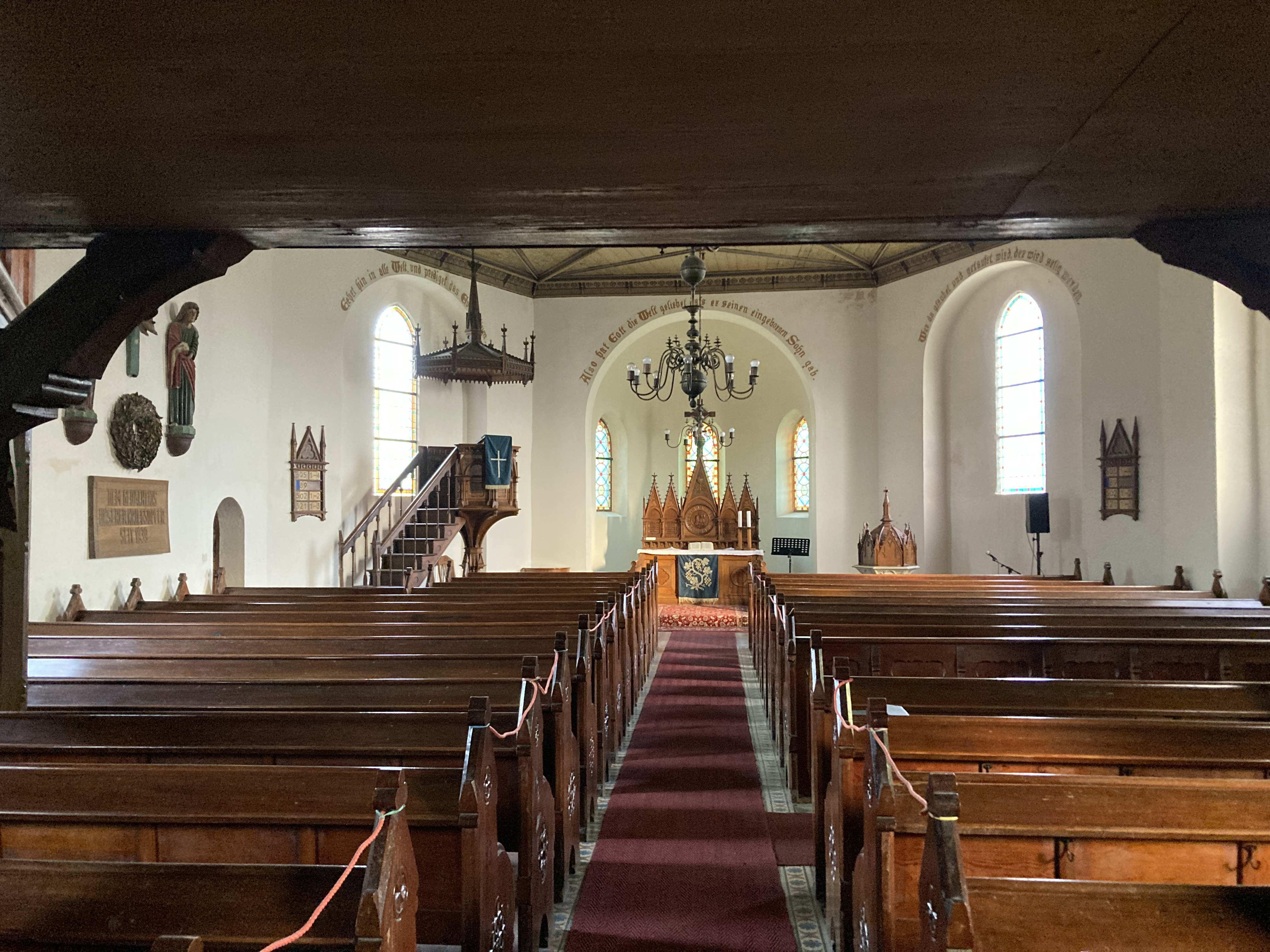
Kirchenschiff von unten (2021)
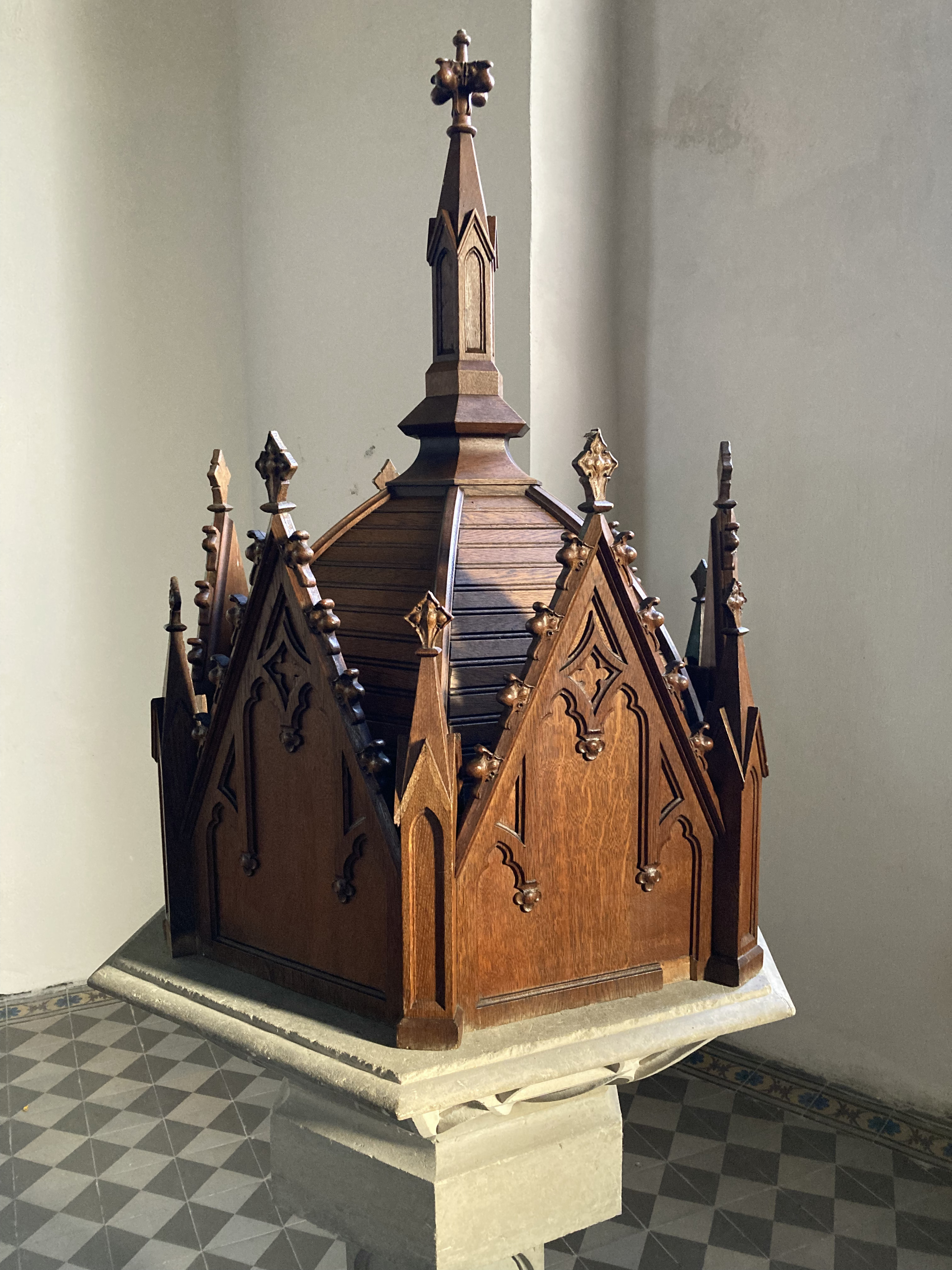
Taufstein mit Deckel in Gestalt der Turmhaube der Schlosskirche Wittenberg (2021)
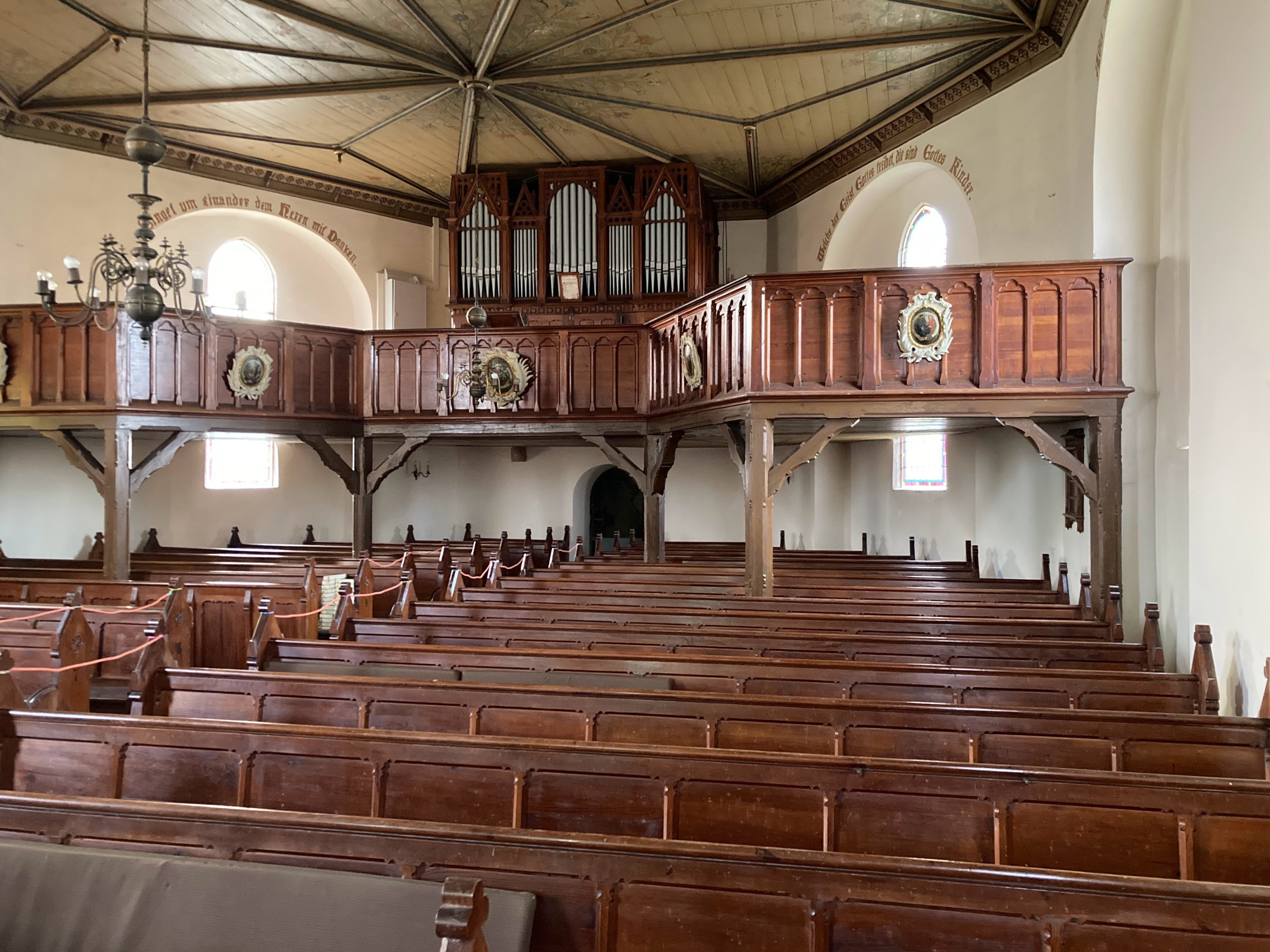
Blick zur Orgelempore (2021)
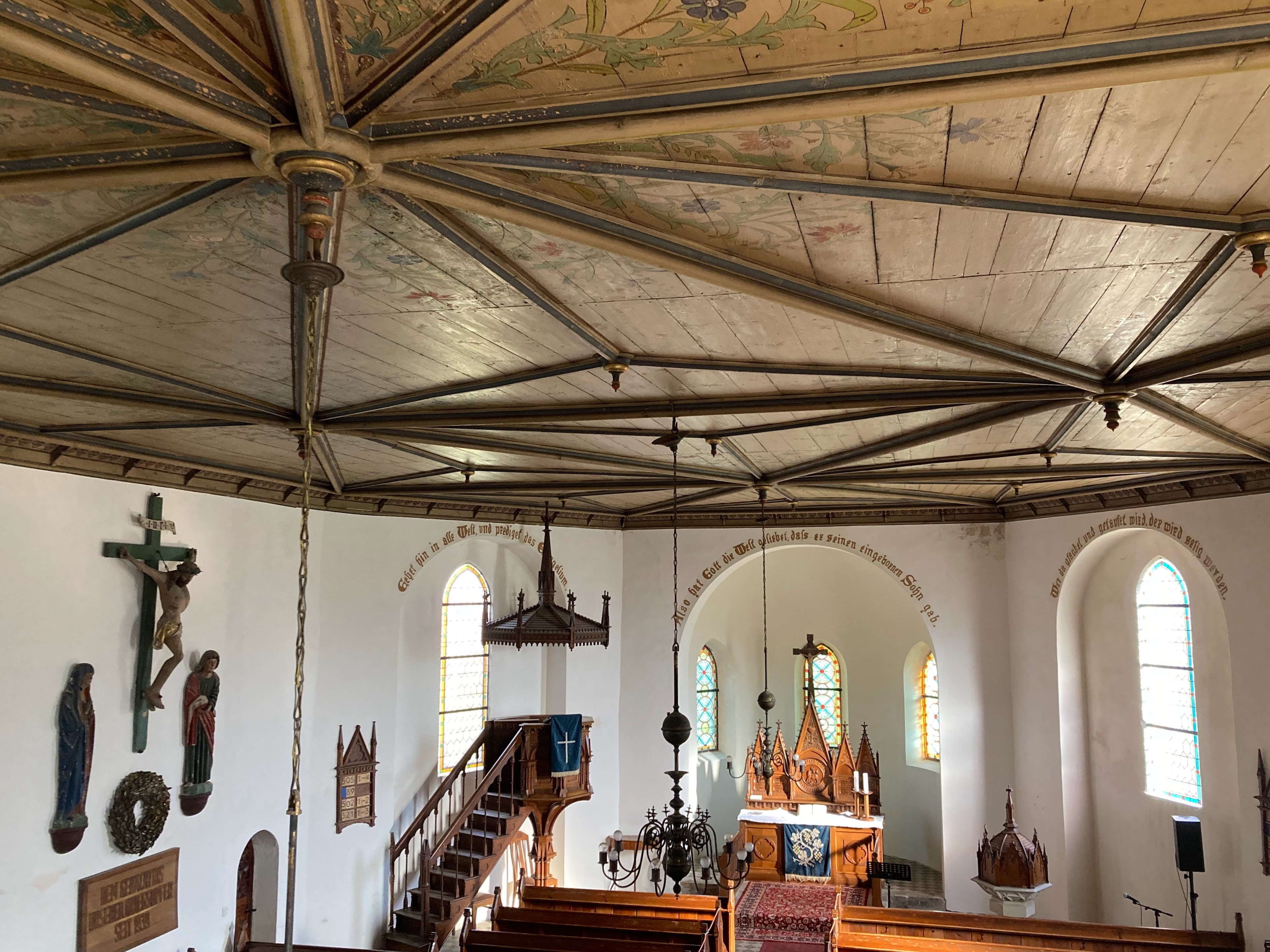
Kirchenschiff von oben (2021)
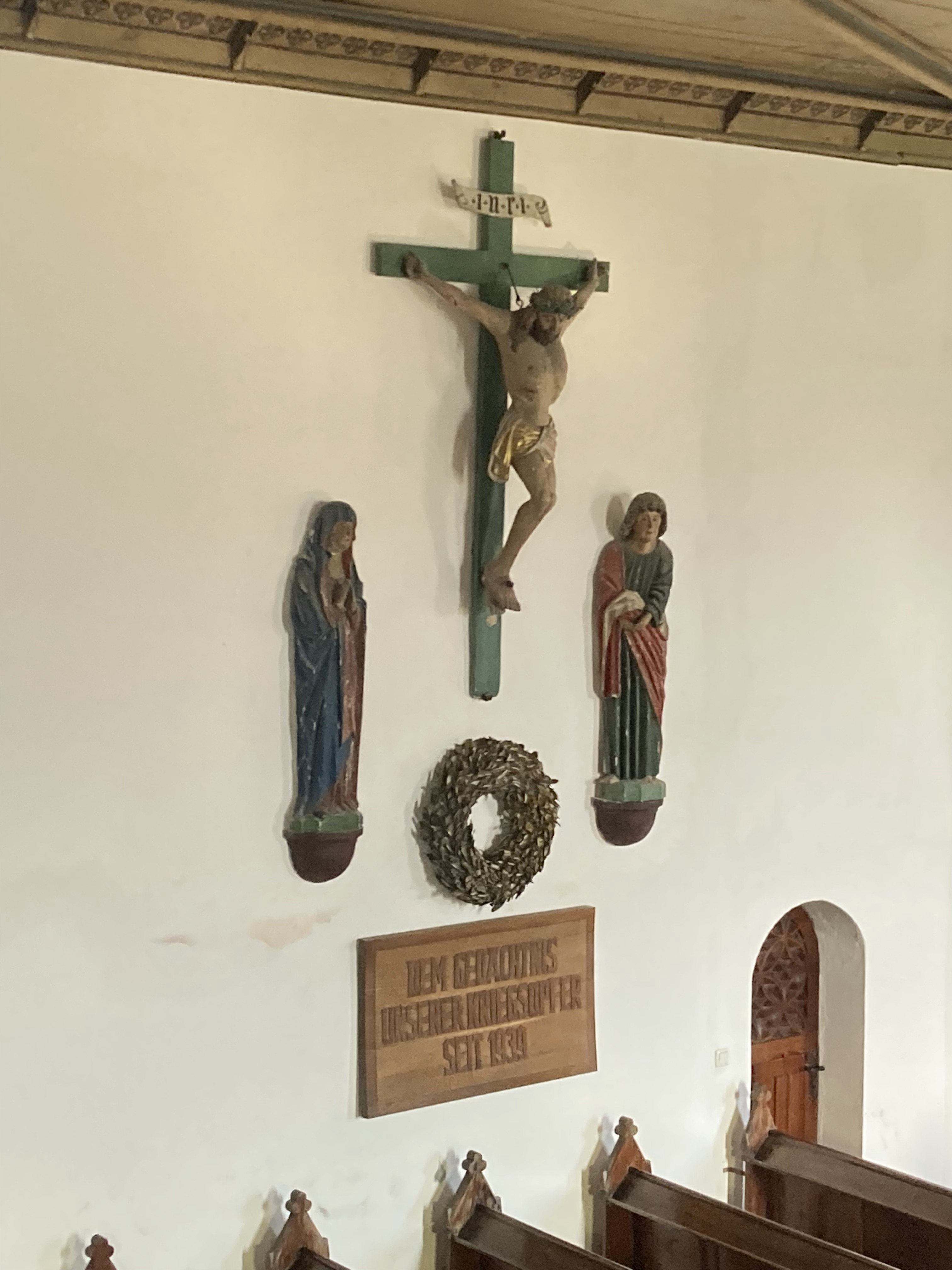
In ein Denkmal für die Gefallenen des Zweiten Weltkriegs eingebundene Kreuzigungsgruppe aus dem 16. Jahrhundert (2021)
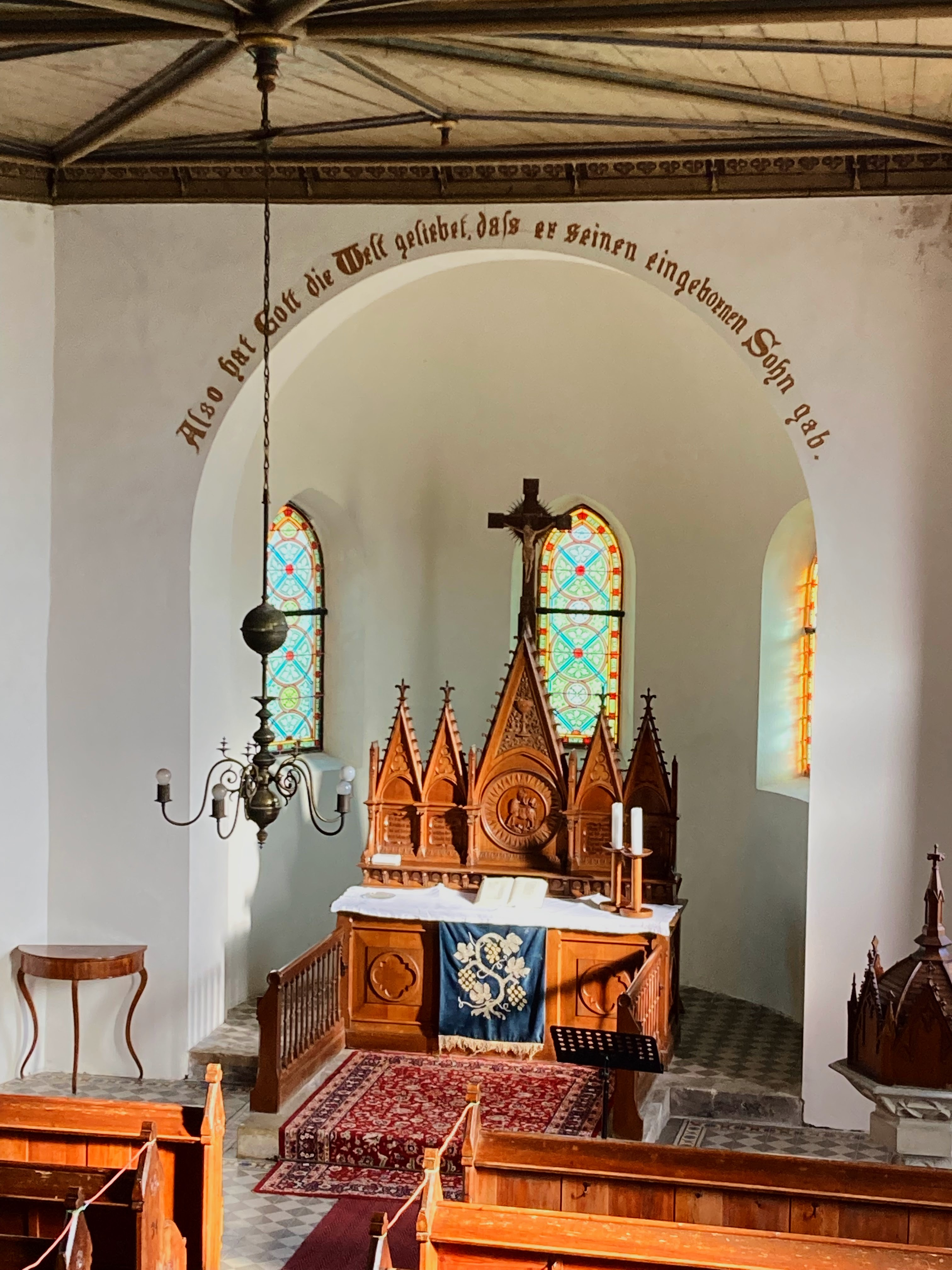
Apsis (2021)

## Orgel

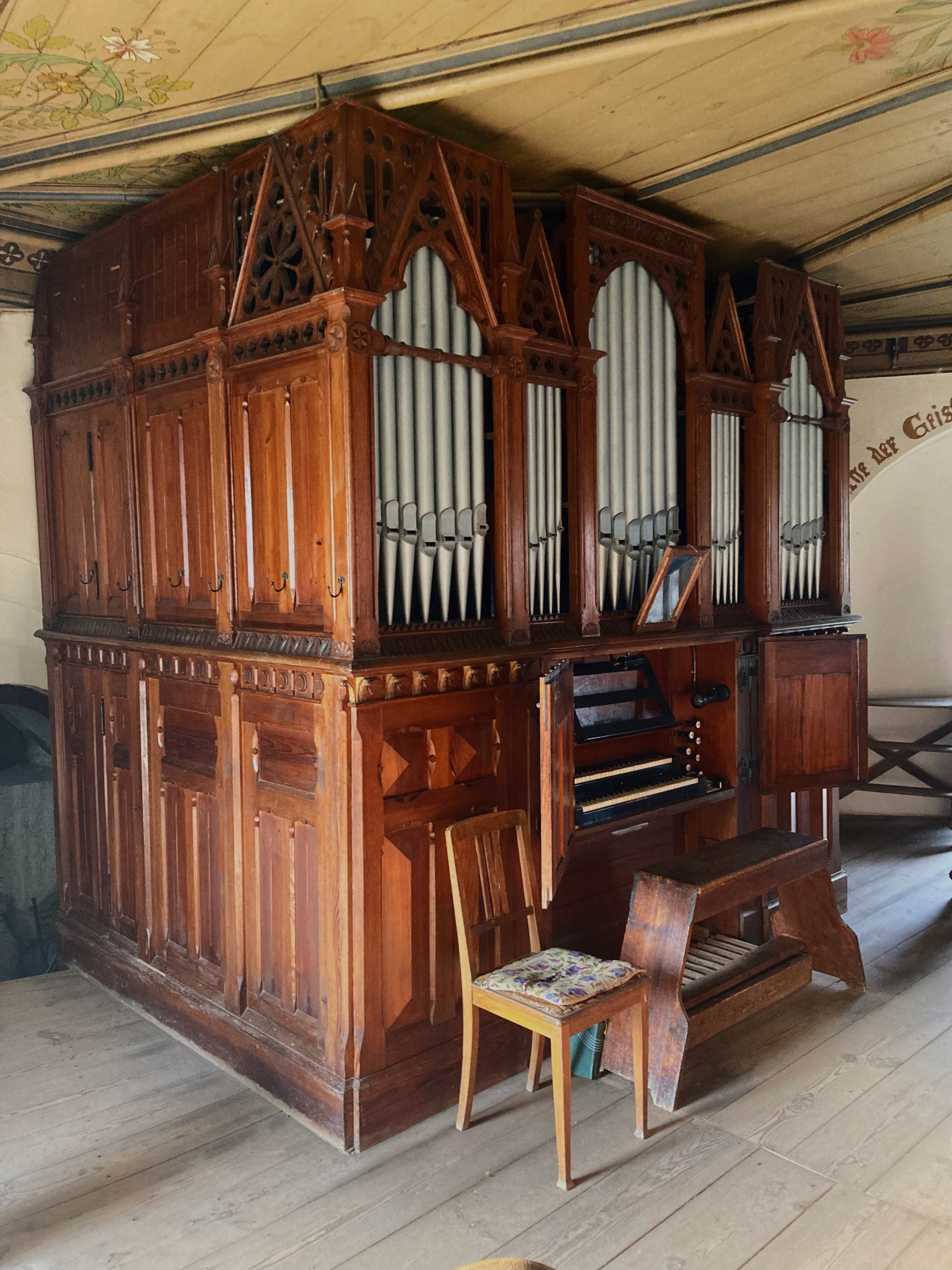
Conrad-Geissler-Orgel von 1890 in Eutzsch, Dorfkirche (2021)

Auf der Westempore der Dorfkirche befindet sich in originalem, voll funktionsfähigen Zustand die Conrad-Geissler-Orgel von 1890 mit  mechanischer Spiel- und Registertraktur. Die Steuerung der elf Register erfolgt zeituntypisch, aber für ihren Erbauer durchaus charakteristisch über Schleifladen. Wenngleich das Instrument im 20. Jahrhundert ein elektrisches Gebläse erhalten hat, so ist auch die historische Balgtretanlage auf der rechten Seite noch vorhanden.
Der Spieltisch des Instruments ist in das kompakte neugotische Gehäuse integriert und verfügt neben Notenpult sowie Orgelbank sogar noch über den ursprünglichen Spiegel für den Organisten. Lediglich zwei neuzeitliche Leuchten wurden inzwischen ergänzt.
Das Firmenschild weist die Orgel als Opus 104 ihres Erbauers aus, ihre Register verteilen sich – bei für eine Dorfkirche auffälliger 16-Fuß-Basis sowie aufgespaltener Klangkrone des Hauptwerks – auf die zwei Manuale und das Pedal wie folgt:
| I Hauptwerk C–f3 |                      |          |
| 1.               | Bordun               | 16′      |
| 2.               | Principal (Prospekt) | 8′       |
| 3.               | Doppelflöte          | 8′       |
| 4.               | Octave               | 4′       |
| 5.               | Rauschquinte II      | 2 ⁄3′+2′ |
| 6.               | Mixtur III           | 1 ⁄3′    |

| II Oberwerk C–f3 |                 |    |
| 7.               | Viola di Gamba0 | 8′ |
| 8.               | Flöte travers   | 8′ |
| 9.               | Rohrflöte       | 4′ |

| Pedal C–d1 |                      |     |
| 10.        | Subbass              | 16′ |
| 11.        | Principalbass (Holz) | 8′  |

- Koppeln: Manualcoppel (II/I), Pedalcoppel (I/P)
- Spielhilfe: Klingelzug

Weitere Bilder der Orgel (Auswahl)
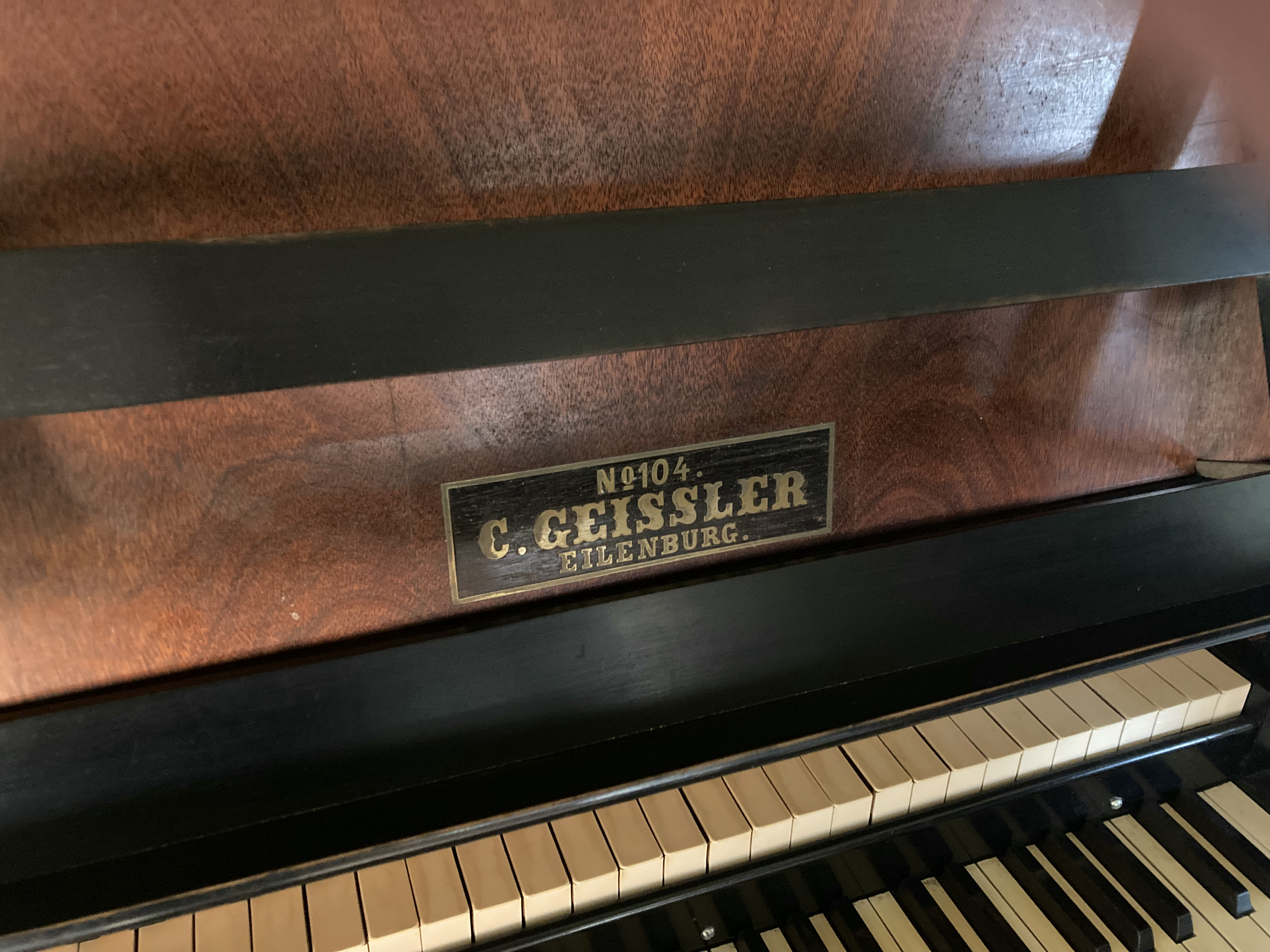
Firmenschild (2021)
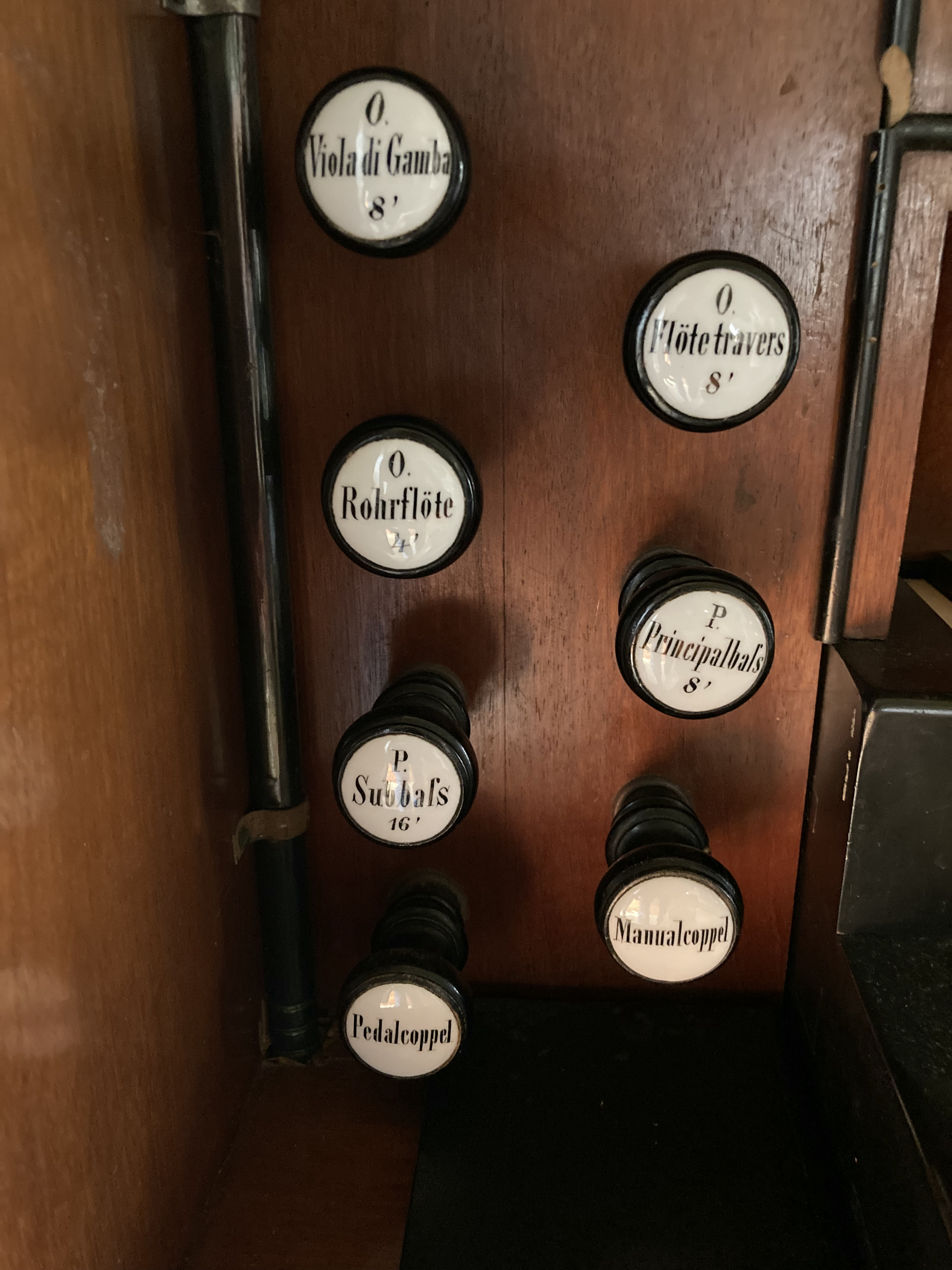
Registerzüge links (2021)
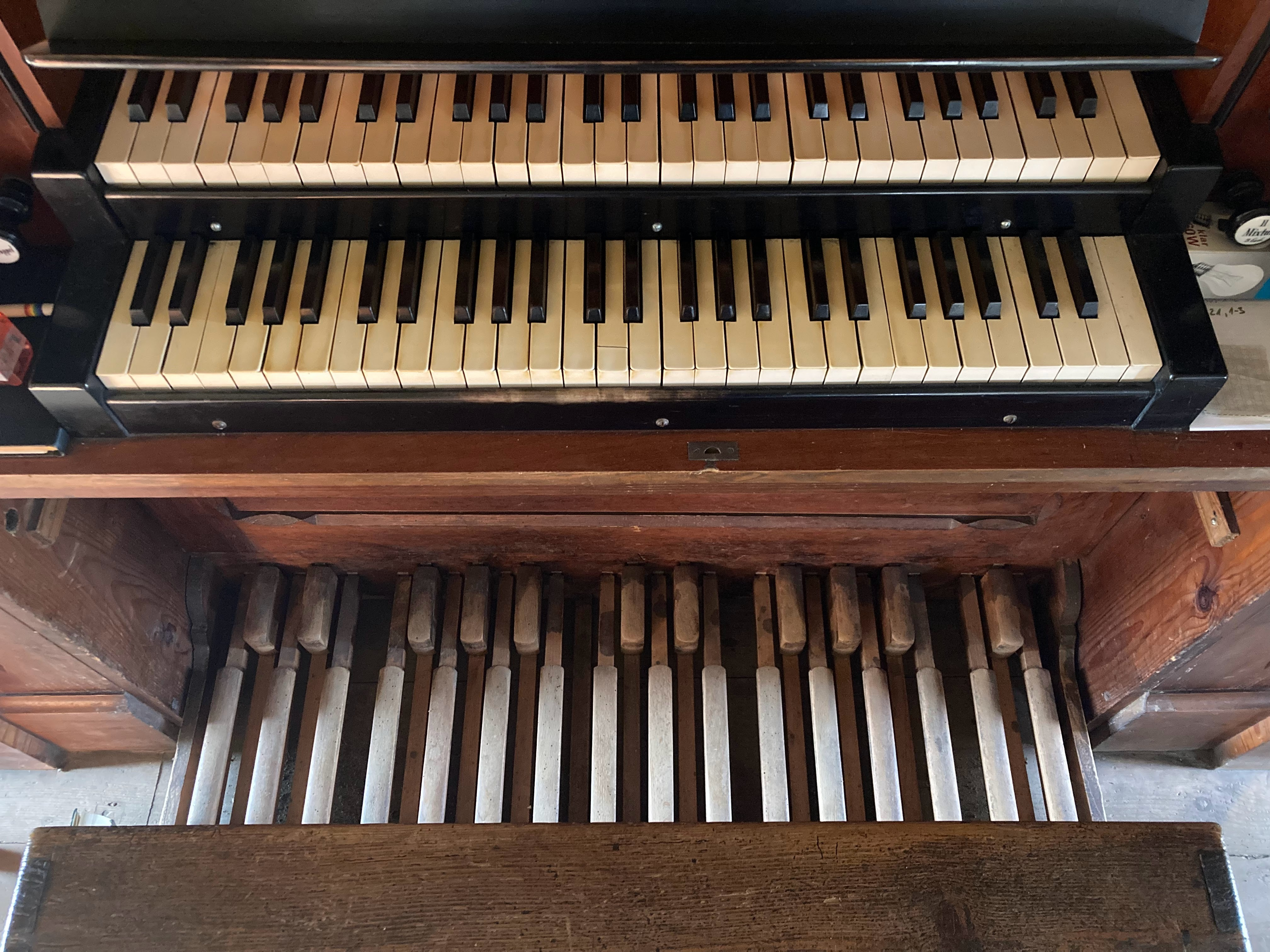
Klaviaturen (2021)
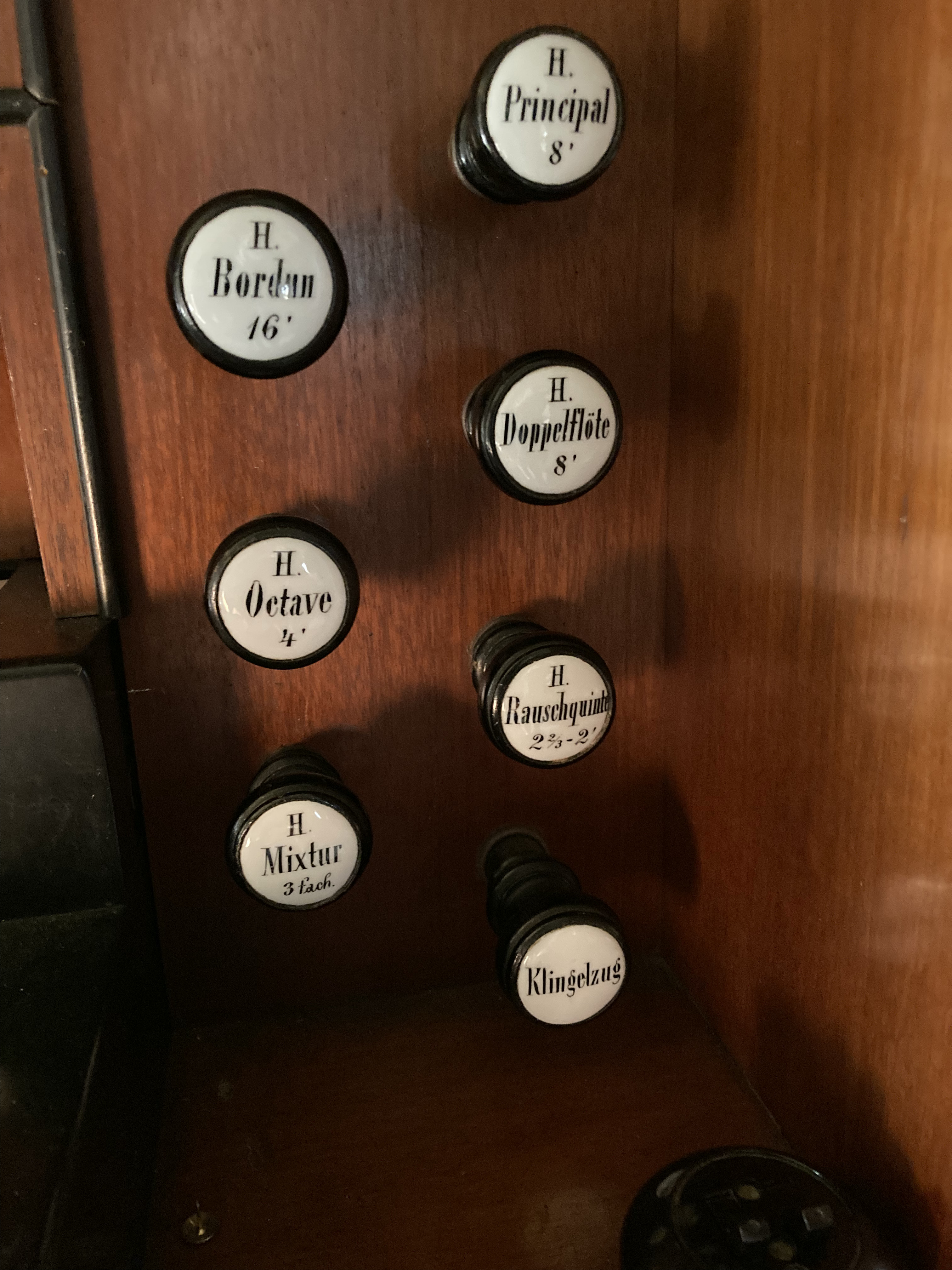
Registerzüge rechts (2021)

## Verwendung
Das Gebäude ist seit jeher unbeheizt, Gottesdienste und andere Veranstaltungen finden im Winterhalbjahr daher im Gemeindehaus statt.